# Оксфордський науковий парк
51°42′57″ пн. ш. 1°13′06″ зх. д. / 51.7158° пн. ш. 1.21833° зх. д.

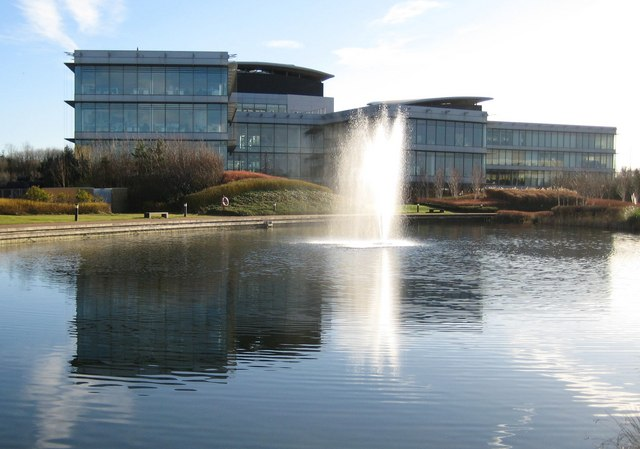
Вид на Оксфордський науковий парк. За фонтаном розташована будівля Гослінга - штаб-квартира компанії Oxford Nanopore Technologies, а праворуч - будівля Шерарда, офіси, побудовані в 2002 році.

Оксфордський науковий парк (англ. Oxford Science Park, OSP ) — науково-технічний парк  розташований на південному краю міста Оксфорд, Англія . Він був офіційно відкритий в 1991 році і належить Коледжу Магдалини, Оксфорд. Парк підтримує міцні зв’язки з розташованим неподалік Оксфордським університетом і наразі містить трохи більше 60 компаній. 

## Переваги
У Парку є дві споруди:  Центр Магдалини та будівля Садлера. Обидва містять: 
- Кафе / ресторан
- Конференц-пакет
- Конференц-зали

## Розташування
Науковий Парк розташований у Літтморі, що близько 5 км на південь від центру міста Оксфорд.